# Armadillo rouxi
Armadillo rouxi là một loài chân đều trong họ Armadillidae. Loài này được Verhoeff miêu tả khoa học năm 1926.